# Volker Engel
Volker Engel (* 17. Februar 1965 in Bremerhaven) ist ein deutscher Visual-Effects-Supervisor und  Filmproduzent. Seit dem 9. November 2001 ist er Honorarprofessor an der Hochschule Bremerhaven.

## Leben
Volker Engel fing bereits mit 14 Jahren an, in seiner Heimatstadt Bremerhaven seine ersten Trickfilme auf Super-8 zu drehen.
Engel schloss 1991 sein Graphik Design-Studium an der Staatlichen Akademie der Bildenden Künste Stuttgart mit Diplom ab. Er kreierte 1990 die für damalige Verhältnisse spektakulären Visual Effects für Roland Emmerichs Kinofilm Moon 44, die aus mehr als 300 Miniature-Model-Shots bestanden.
Von 1991 bis 1992 absolvierte er zwei Semester eines Animations-Studiums an der Filmakademie Baden-Württemberg in Ludwigsburg. Von 1992 bis 1994 war er dort Dozent für Animation.
Er arbeitete in den 90er Jahren noch mehrmals mit seinem Freund Emmerich in Los Angeles zusammen, wo er sich unter anderem als VFX-Supervisor für die Effekte von Independence Day und 1997/98 für Godzilla verantwortlich zeigte. Für die Effekte von Independence Day gewann er 1997 den Oscar.
Ende der 1990er gründete Engel zusammen mit Marc Weigert die Filmproduktionsfirma Uncharted Territory, für die und mit der er bis 2003 den Action-Adventure-Film Coronado produzierte (Regie: Claudio Faeh). Der Film besitzt für sein geringes Budget sehenswerte Visual Effects. Insbesondere die akribische Planung aller wichtigen Shots in Form von Animatics, der Dreh auf komprimierte High-Definition-Tapes anstatt teuren Zelluloid-Film, der geschickte Einsatz von CG-Elementen und Partikel-Effekten sowie die preisgünstige PC-basierte Postproduktionspipeline (unter anderem Adobe After Effects als Compositing-Paket) machten diese außergewöhnliche Leistung erst möglich.
2004 war Volker Engel Co-Produzent und Visual Effects Supervisor (mit Marc Weigert) für „Die Nibelungen“, einer deutsch-amerikanischen Verfilmung der Nibelungensage mit Benno Fürmann und Kristanna Loken in den Hauptrollen als Siegfried und Brunhilde.
Als Producer und Visual Effects Supervisor gewann er zusammen mit Marc Weigert 2006 einen Emmy Award für die besten visuellen Effekte des Jahres für den 20-Millionen Dollar teuren US-Dreiteiler „The Triangle“, der im deutschen Fernsehen unter „Bermudadreieck - Tor zu einer verlorenen Zeit“ ausgestrahlt wurde.
Für Roland Emmerich war er danach als Co-Produzent und Visual Effects Supervisor am Katastrophenfilm 2012 beteiligt. Am 20. Dezember 2009 wurde „2012“ für sein visuellen Effekte von der International Press Academy mit dem „Golden Satellite Award“ ausgezeichnet. 2011 arbeitete Engel (ebenfalls unter Emmerichs Regie) an dem Historienfilm Anonymus, der sich mit der Autorenschaft Edward de Veres an den Stücken Shakespeares befasst. Der Film wurde komplett in den Studios in Potsdam-Babelsberg gedreht.
Anfang 2011 leitete er (wiederum zusammen mit Marc Weigert) die VFX-Vorproduktions-Phase von Emmerichs geplantem ersten Teil der „Foundation“ Trilogie nach den Romanen von Asimov. Das Projekt wurde jedoch im April vom Sony Studio für unbestimmte Zeit auf Eis gelegt.
In den Jahren 2012/2013 war er (mit Marc Weigert) als Co-Produzent und Visual Effects Supervisor für die 900 VFX Shots des Emmerich Films „White House Down“ verantwortlich.

## Auszeichnungen
- 2009
  - Golden Satellite Award für "2012"

- 2006
  - Television Academy Award "Emmy" für The Triangle

- 2005
  - Diva Award für Die Nibelungen

- 1998
  - Bundesverdienstkreuz am Bande (8. Oktober 1998) durch Bundespräsident Roman Herzog[1]
  - Saturn Award für Godzilla

- 1997
  - Academy Award "Oscar" für Independence Day
  - Saturn Award für Independence Day
  - Sci Fi-Universe Award für Independence Day
  - Nominierung für den Britischen Academy Award für Independence Day
  - Golden Satellite Award für Independence Day

## Filme
- "White House Down" (2013) Co-Produzent und Visual Effects Supervisor
- "Hugo Cabret" (2011) Visual Effects und Digital Environments (Brückenszene)
- "Anonymus" (2011) Executive Producer und Visual Effects Supervisor
- "2012" (2009) Co-Produzent und Visual Effects Supervisor
- "The Triangle" (2005) TV-Dreiteiler Producer und Visual Effects Supervisor
- "Die Nibelungen" (2004) TV-Zweiteiler Co-Producer und Visual Effects Director
- "Coronado" (2003) Produzent, Co-Drehbuchautor und Visual Effects Supervisor
- "Godzilla" (1998) Visual Effects Supervisor
- "Independence Day" (1996) Visual Effects Supervisor
- "Der Letzte Kosmonaut" (1994) TV Visual Effects Supervisor
- "Universal Soldier" (1992) Model Unit
- "Moon 44" (1990) Visual Effects Supervisor